# Museu de les Ciències Príncep Felipe

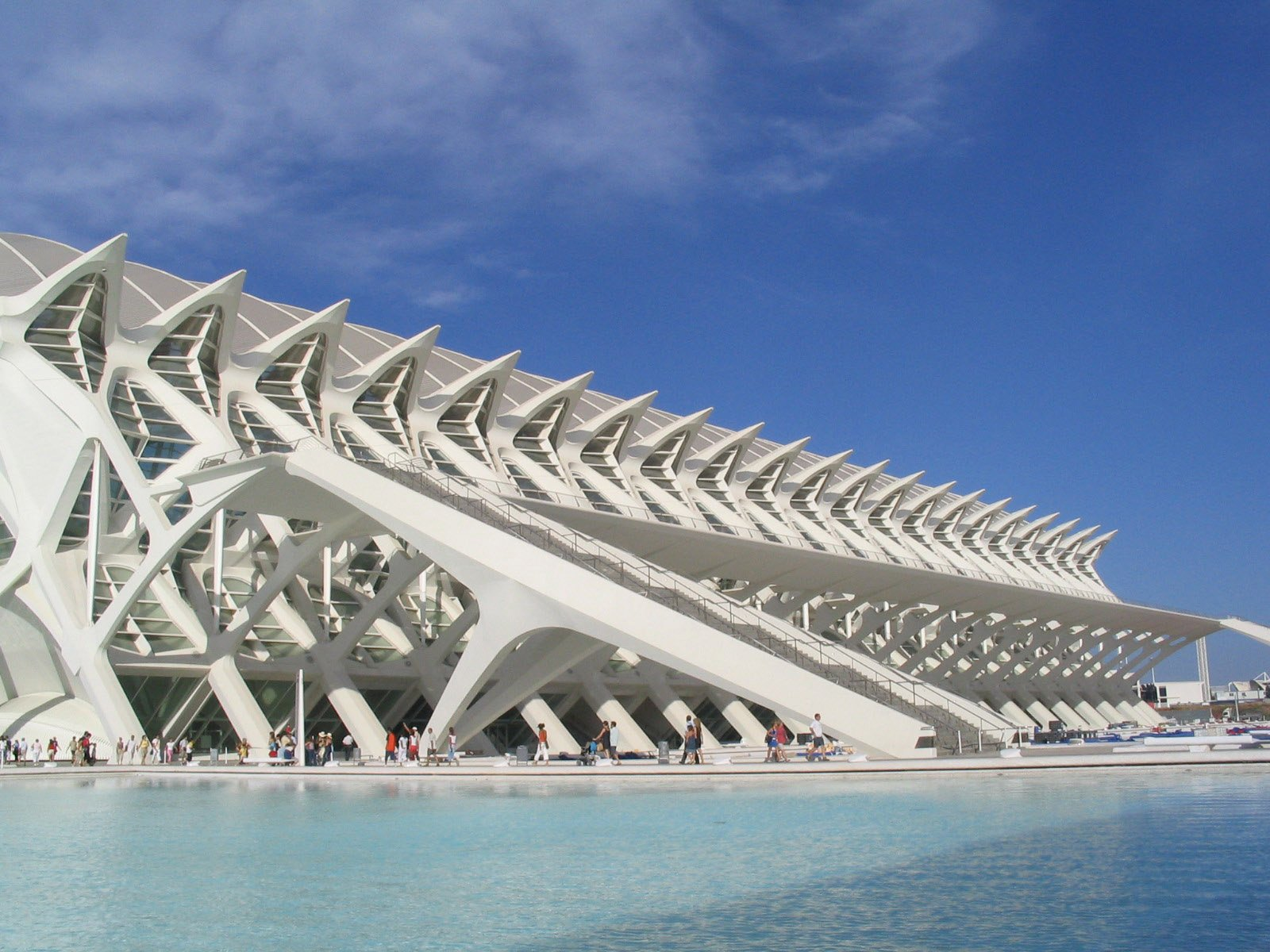
Museu de les Ciències Príncep Felipe

Museu de les Ciències Príncep Felipe (valencianska; spanska: Museo de las Ciencias Príncipe Felipe) är ett museum i Ciutat de les Arts i les Ciències i Valencia med inriktning mot interaktiv naturvetenskap. Museet öppnade år 2000. Museibyggnaden är ritad av Santiago Calatrava och har tre våningar med en byggnadsyta på 41 350 kvadratmeter, varav närmare 30 000 kvadratmeter utställningsyta. Byggnaden är 220 meter lång.
Bygget av museet inleddes 1995, fem år före den slutliga invigningen. Den totala byggkostnaden beräknas ha varit 26 miljarder pesetas, på sin tid motsvarande drygt 1 miljard svenska kronor.